# Fresh Kills Landfill
La Fresh Kills Landfill è stata una discarica situata nel distretto newyorkese di Staten Island, attiva dal 1948 al 2001, ed è considerata la più grande discarica di tutti i tempi.

## Storia

### Dal 1948 al 2001
Il nome della discarica deriva dal fiume Fresh Kills, del quale occupa l'estuario. Dopo cinquantatré anni di attività, quando il picco massimo della montagna di rifiuti aveva superato l'altezza della statua della Libertà e la discarica occupava un'area di 890 ettari, l'EPA, su pressione delle autorità locali, ne decretò la chiusura, la quale divenne effettiva il 22 marzo 2001. Una riapertura straordinaria della discarica avvenne però dopo l'11 settembre per permettere lo smaltimento delle macerie provenienti dal World Trade Center.

### La riconversione in parco urbano
Dal 2003 sono iniziati lavori di riconversione che, entro trent'anni, dovrebbero portare alla trasformazione della zona nella più grande area verde di New York.
Dal 2007 una stazione di compattamento è stata aperta nella parte meridionale del sito: essa compatta ed invia per ferrovia oltre 900 tonnellate di rifiuti al giorno verso le discariche della Carolina del Sud.